# 三毛从军记
《三毛从军记》，上海电影制片厂制作的电影，描述漫画《三毛流浪記》主角三毛在淞沪会战参加抗战的一系列啼笑皆非的故事。张建亚导演，张乐平原著、张建亚编剧，於1992年10月上映。

## 演员表
- 贾林 饰演 三毛
- 魏宗万 饰演 老鬼（老兵油子）
- 孙飞虎 饰演 委员长
- 朱艺 饰演 牛师长
- 张名煜 饰演 团长
- 李颖 饰演 师长太太
- 蒋雯 饰演 少女
- 苏震宇 饰演 少爷（师长儿子）
- 董霖 饰演 教官
- 石灵 饰演 将军
- 战车 饰演 警察

## 主要奖项
- 第一届大学生电影节最佳故事片
- 第一届大学生电影节艺术创新特别
- 第一届大学生电影节最佳观赏效果
- 第十三届金鸡奖最佳男配角
- 第十三届金鸡奖最佳化装奖
- 第十三届金鸡奖最佳儿童片奖